# Chusrawiyya-Moschee

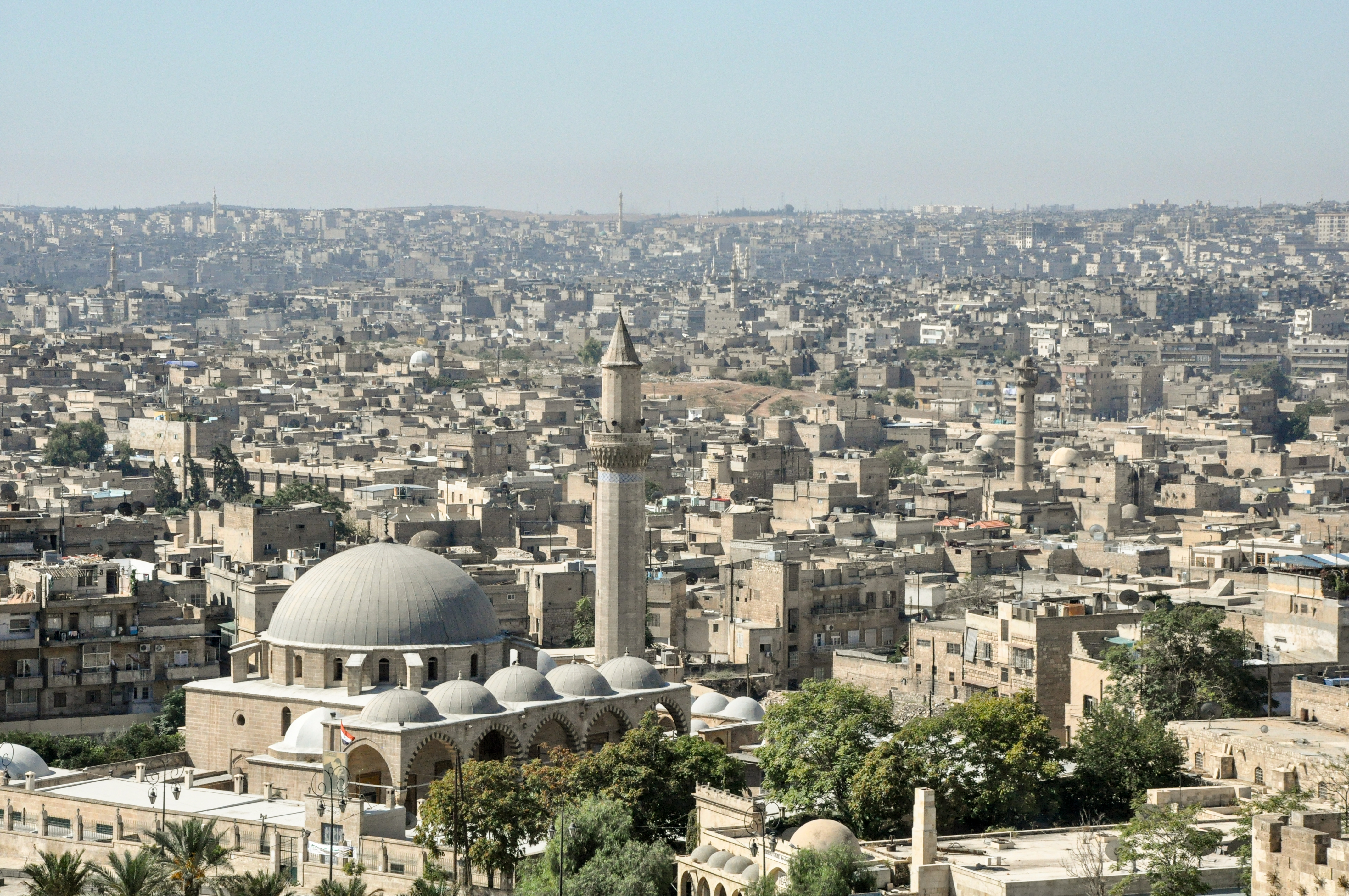
Chusrawiyya-Komplex, 2009

Die Chusrawiyya-Moschee (arabisch جامع الخسروية, DMG ǧāmiʿ al-ḫusrawiyya, türkisch Hüsreviye Külliyesi) war eine historische osmanische Moschee aus der Zeit Süleymans des Prächtigen in der syrischen Stadt Aleppo. Sie wurde 2014 während des Bürgerkriegs in Syrien zerstört.

## Geschichte
Der Komplex wurde zwischen 1531 und 1534 vom damaligen Gouverneur von Aleppo, Hüsrev Pascha, in Auftrag gegeben und von dem Hofarchitekten Mimar Sinan entworfen. Die Fertigstellung erfolgte in den 1540er Jahren. Die Stiftungstafel über dem Tor der Moschee trug das Datum 1546, das Sterbejahr des Stifters.
Die nach ihm benannte Anlage war der größte Moscheekomplex (külliye) seiner Zeit und umfasste neben der Moschee auch ein Krankenhaus, eine öffentliche Beköstigungsanstalt, Gasträume und eine Medrese (Koranschule), die auch als „Azhar von Aleppo“ bekannt war. Das Minarett der Chusrawiyya-Moschee hatte einen verzierten scherefe (Balkon) und eine typisch türkische Bleistiftspitze. Über der Gebetshalle befand sich eine große Kuppel, daneben auf beiden Seiten zwei kleiner bekuppelte Derwischzellen (tabhane) sowie ein Ruheort für Reisende und ein Geschäft. Über der Tür stand eine Inschrift in Naschī-Schrift. Südlich der Chusrawiyya-Moschee befand sich ein klein bekuppeltes Mausoleum, wo Frau, Sohn und Neffe Hüsrevs begraben waren. Größere bauliche Veränderungen gab es im Laufe der Zeit nur an der Moschee, die einen fünftorigen Portikus bekam.
Der Komplex besaß mehrere Wirtschaftsbetriebe, die Einnahmen zu seiner Versorgung generierten, darunter eine Karawanserei und einen großen Suq mit vielen Geschäften. Beim Erdbeben von Aleppo im Jahr 1822 wurde der Komplex beschädigt, die Karawanserei danach geschlossen und die meisten Geschäfte zerstört. In den folgenden Jahren war die Anlage verlassen und wurde von Armen und Obdachlosen bewohnt. Eine erste Wiederinstandsetzung des Baus erfolgte 1884 durch den Gouverneur Dschamil Pascha Namiq, der die Moschee wieder in Betrieb nahm. Ab 1911 wurde die Medrese restauriert und der nördliche Portikus erneuert. Diese Arbeiten wurden im Ersten Weltkrieg unterbrochen, als der Komplex als Material- und Truppenlager genutzt wurde. Unter der Leitung des Stiftungsdirektors Yahya al-Kayyali wurde die Restaurierung des östlichen Abschnitts der Anlage 1921 fortgesetzt und die Schule wurde neu als Religionshochschule eröffnet. Im weiteren Verlauf des 20. Jahrhunderts wurden weitere Restaurierungsarbeiten durchgeführt, darunter die Stabilisierung der großen Kuppel.

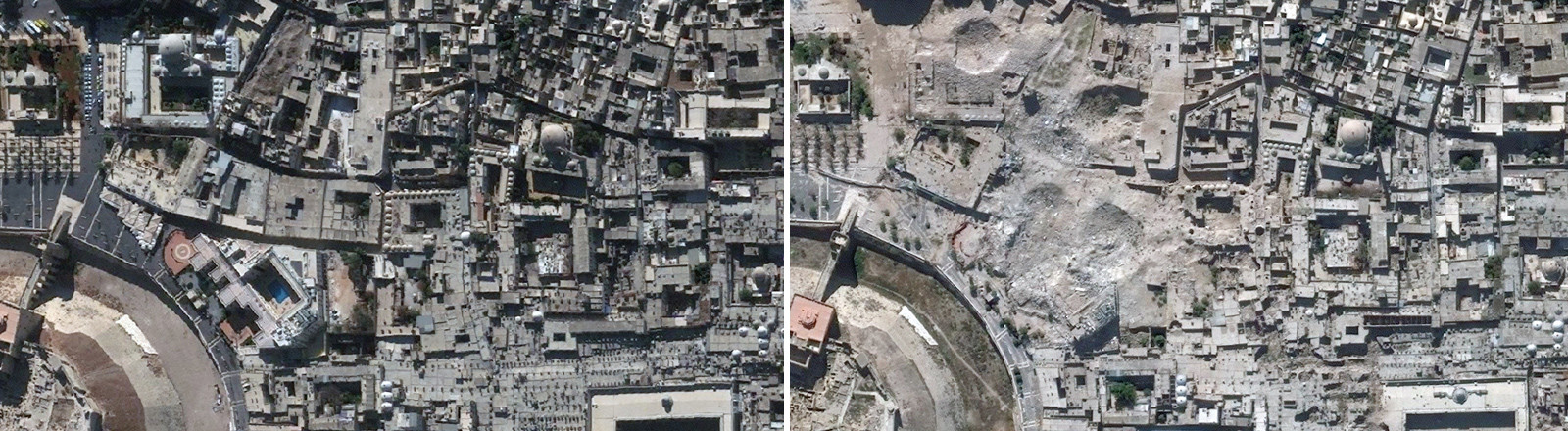
Satellitenaufnahmen aus 2010 und 2014 verdeutlichen das Ausmaß der Zerstörung der Chusrawiyya-Moschee (links oben) und weiterer Bauten in der Umgebung der Zitadelle von Aleppo (links unten).

Die älteste osmanische Moschee der Stadt Aleppo wurde im August 2014 durch eine starke Explosion komplett zerstört, zurückgeblieben ist ein großer Krater. Der kulturelle Verlust wird angesichts der herausragenden historischen und architektonischen Bedeutung der zum Frühwerk Sinans gerechneten Anlage, die der Stadt Aleppo einen völlig neuen, die osmanische Periode der Stadtgeschichte prägenden baulichen Charakter verlieh, als dramatisch bewertet.